# Stolac (otok)
Stolac je otočić uz istočnu obalu Raba, kod mjesta Lopar. Od otoka Raba, točnije od uvale Stolac, je udaljen 120 metara.
Površina otoka je 10.265 m2, duljina obalne crte 448 m, a visina oko 7 metara. Uz glavnu hrid se nalaze još 2 manje - jedna zapadno, prema obali, visini 1 m, te jedna sjeveroistočno, visine 5 m.